# Henriette Gudin
Henriette Herminie Louise Gudin (1825 – 1876) è stata una pittrice francese.

## Biografia
Era figlia del pittore Théodore Gudin (1802-1880). Seguendo il suo esempio, si dedicò alla pittura marina. Sposò François Fauchier nel 1850 ma continuò a firmare i suoi dipinti con il proprio nome da nubile. Solo intorno al 1864 iniziò a firmare le sue opere con "Mme Fauchier".
Partecipò ai Salon parigini del 1849, 1850 e 1853. Le sue opere sono esposte al Musée Calvet di Avignone.

## Galleria d'Immagini

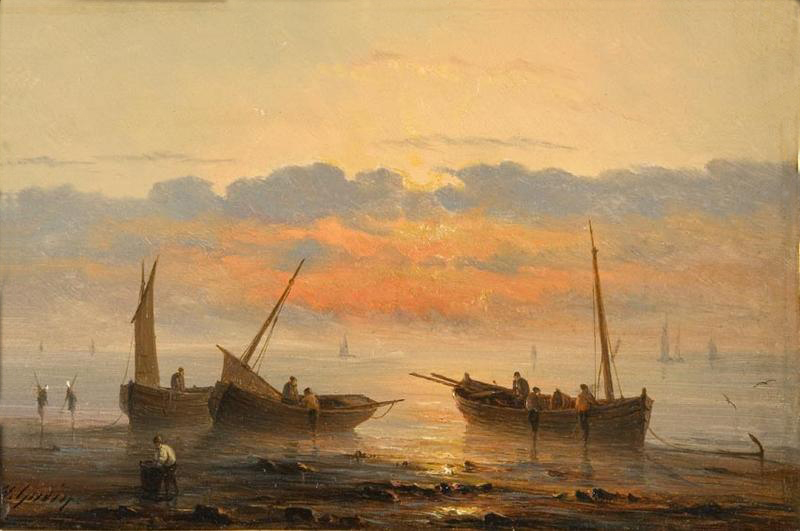
Marine, Effet du matin
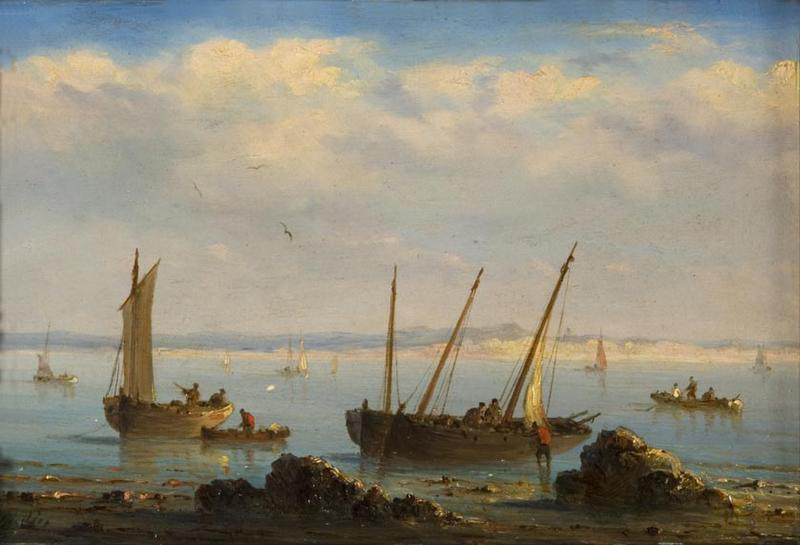
Marine, Effet du soir
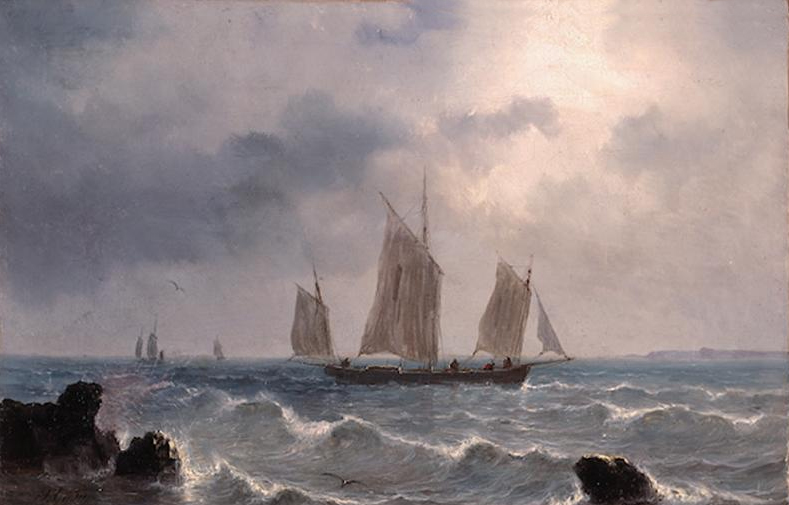
Voiliers pres des cotes
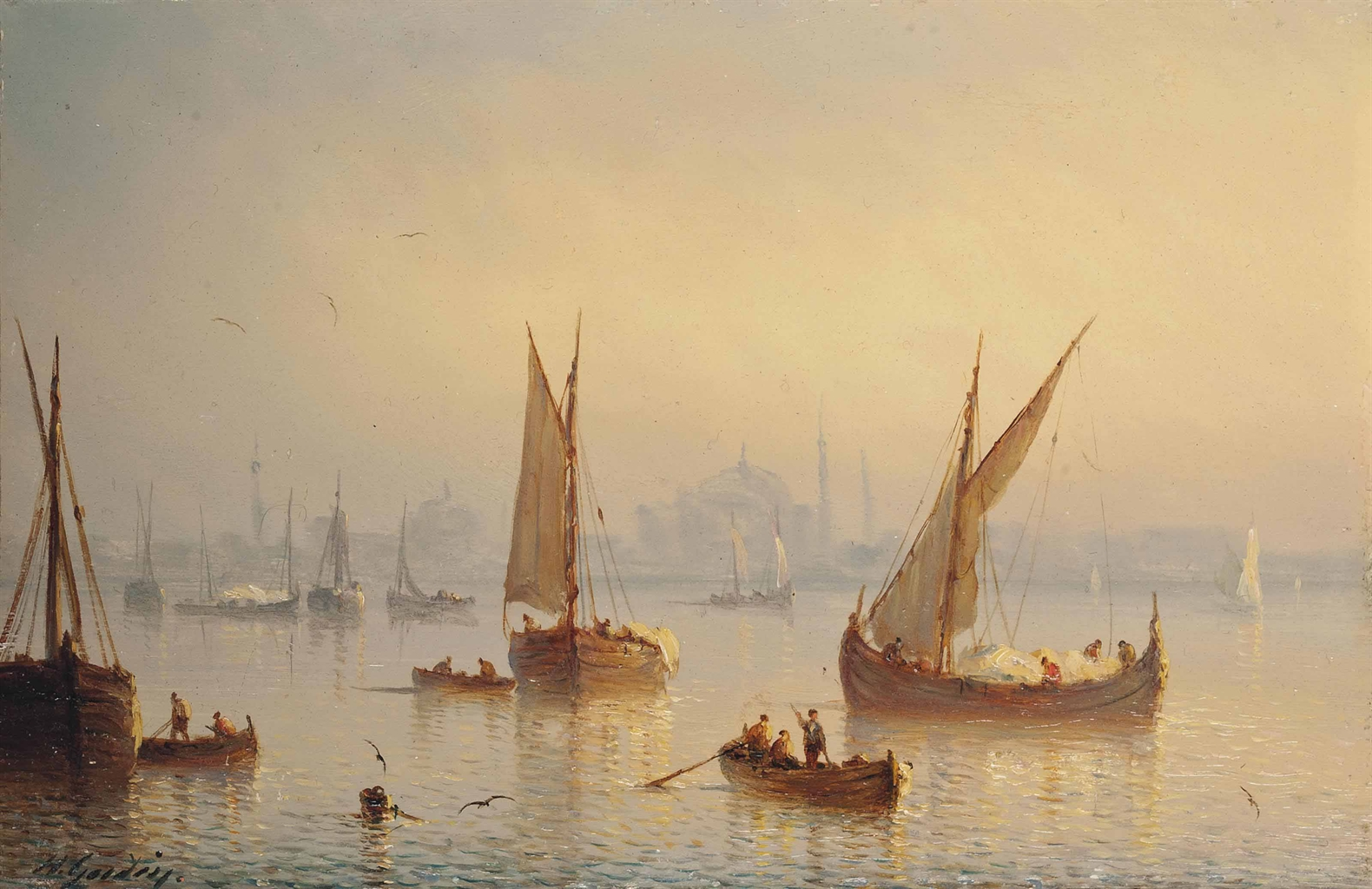
Vessels on the Bosphorus